# Zevenhuizer Verlaat
Het Zevenhuizer Verlaat is een schutsluis met puntdeuren tussen de Rottemeren en de Hennipsloot, in de Nederlandse provincie Zuid-Holland, die weer aansluit op de Ringvaart van de Zuidplaspolder. De sluis zorgt voor een vaarweg van Rotterdam binnendoor over de Ringvaart naar Gouda en heeft CEMT-klasse 0. De sluis ligt in de gemeente Zuidplas. Vroeger stond de sluis bekend als het Zevenhuizensche of Nieuwe Verlaat.
De sluis heeft een schutlengte van 23,65 m en is 4,35 meter wijd. Over het benedenhoofd ligt een rolbrug waarvan de hoogte in gesloten stand KP +1,33 m is. De drempeldiepte is aan de zuidzijde KP -2,80 m, aan de noordzijde KP -2 m. In 2008 onderging de sluis een complete renovatie aan zijn deuren en muren en aan de gedenksteen. De gedenksteen is gemaakt door Jan Bontenbal jr.
De sluis draait van 8 tot 7 uur en dan nog om 8 uur. De gemiddelde tijd om een boot te schutten is ongeveer 10 tot 15 minuten.
Het Zevenhuizer Verlaat is voornamelijk van belang voor de pleziervaart; voor beroepsvaart is de route niet meer geschikt. De sluis heeft veel te weinig vaardiepte en beperkte afmetingen. Wel wordt elk jaar een sleepboot geschut voor de intocht van Sinterklaas. Er wordt sluisgeld geheven.
Nabij de sluis staat de Eendrachtsmolen.

## Foto's

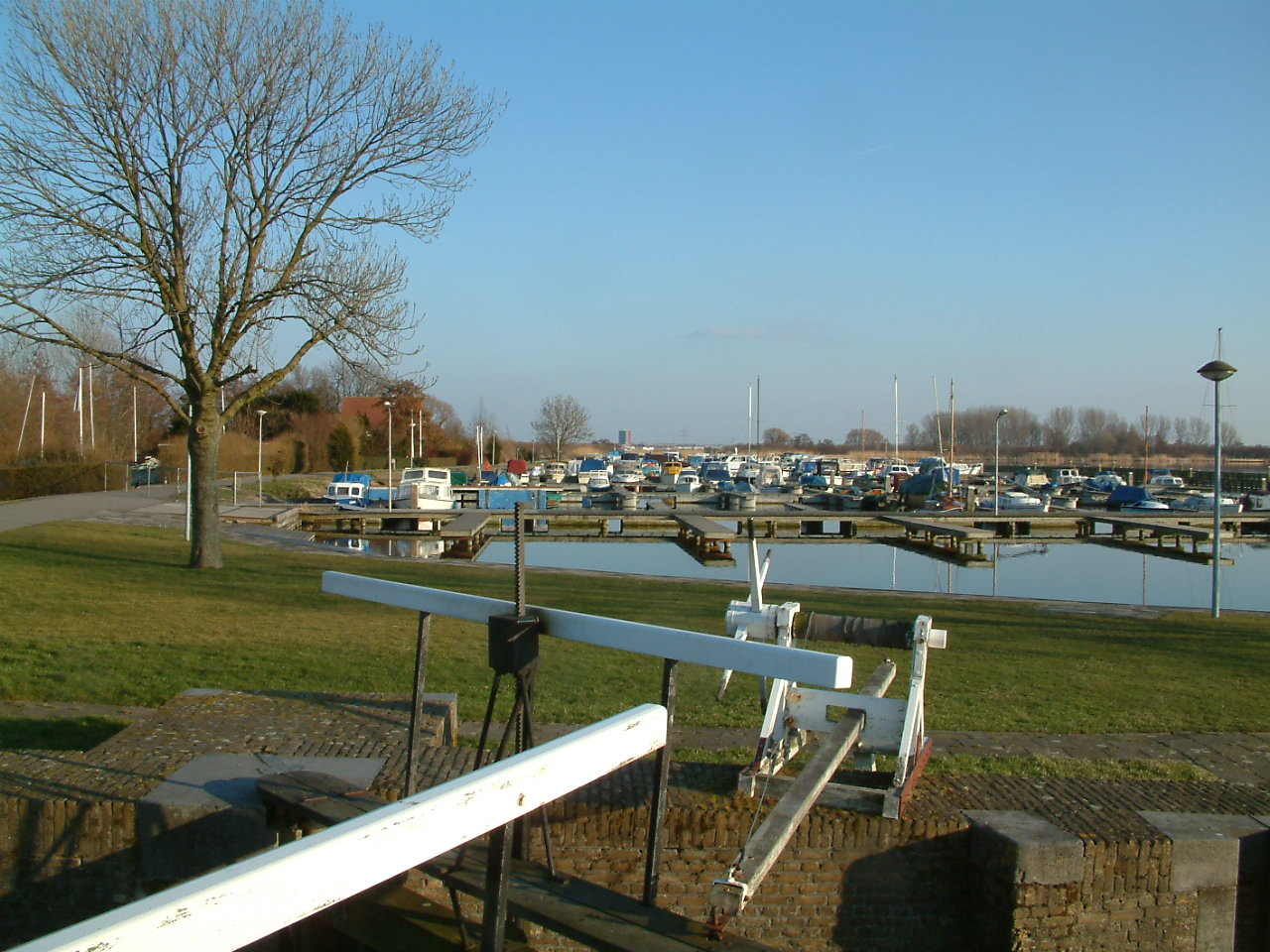
Aandrijving bovendeuren
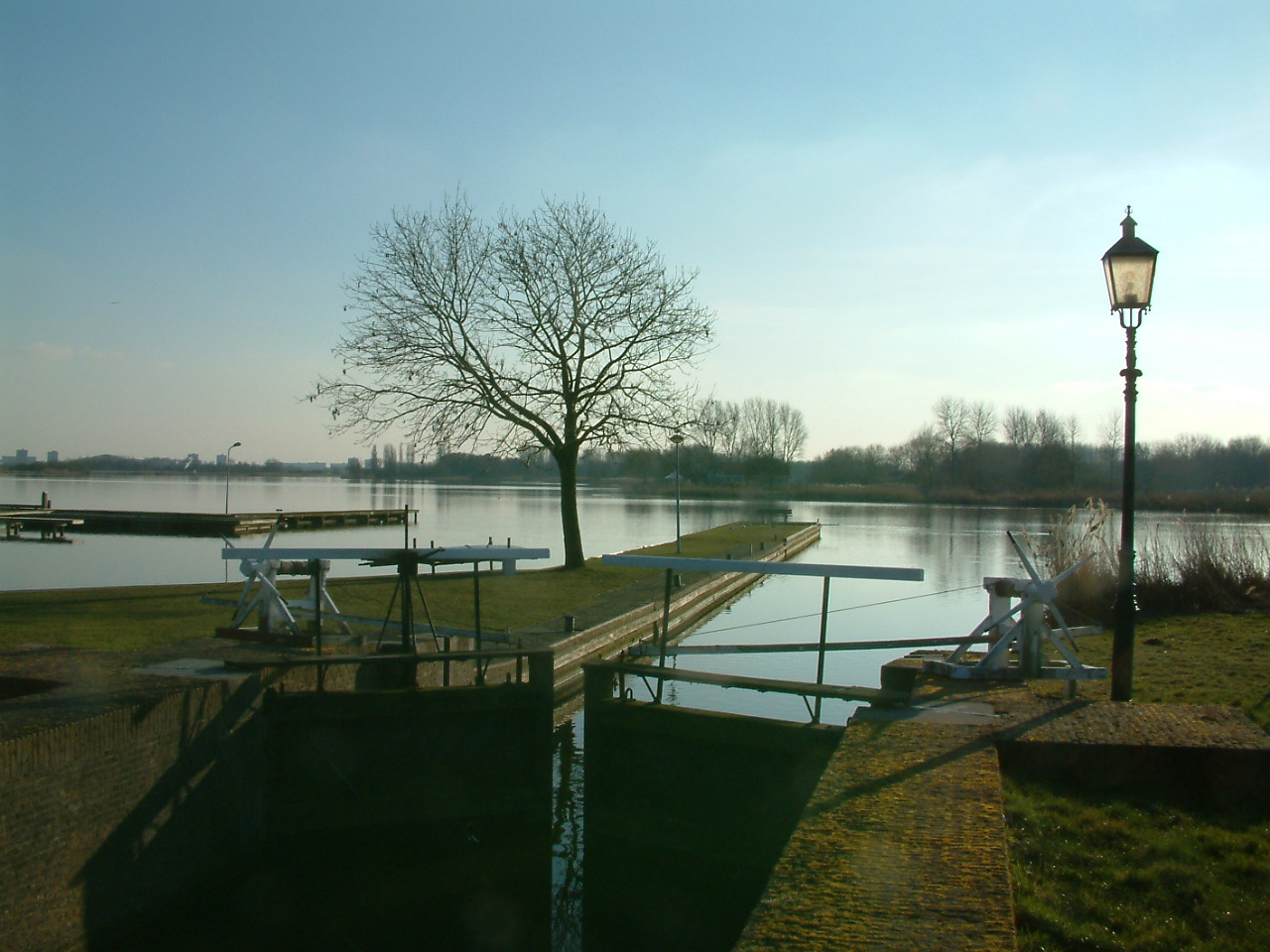
De bovendeuren, Rottemeren
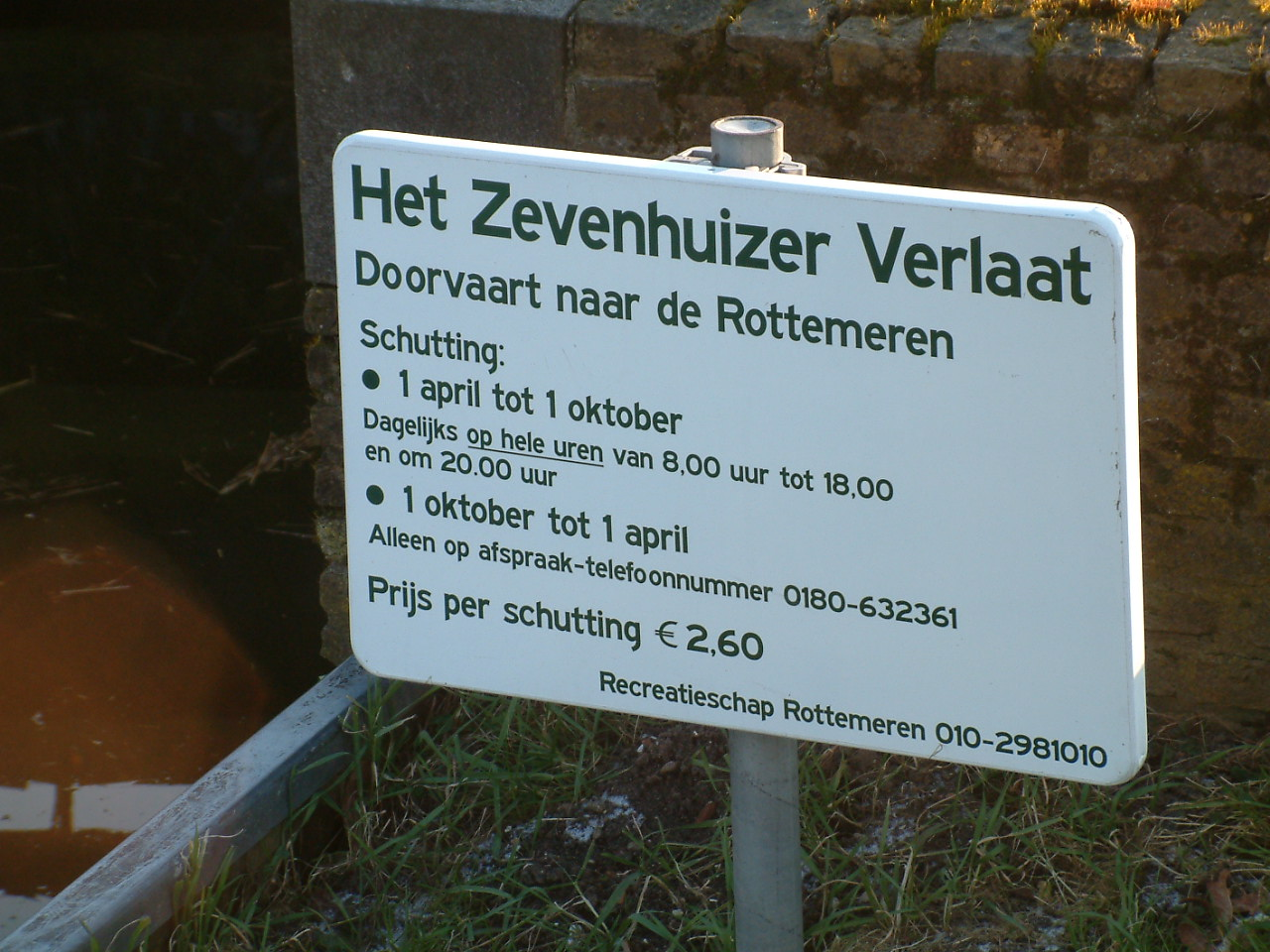
De bedieningstijden